# Azilone-Ampaza
Azilone-Ampaza (en cors Azilonu è Ampaza) és un municipi francès, situat a la regió de Còrsega, al departament de Còrsega del Sud. L'any 2004 tenia 1.246 habitants.

## Demografia
| 1962 | 1968 | 1975 | 1982 | 1990 | 1999 |
| ---- | ---- | ---- | ---- | ---- | ---- |
| 145  | 178  | 129  | 101  | 77   | 93   |

## Administració
| Període   | Identitat       | Partit | Qualitat |
| --------- | --------------- | ------ | -------- |
| 2001-2008 | Antoine Peretti |        |          |

## Personatges il·lustres
- Arthur Giovoni (1909-1996), resistent i diputat comunista.